# Mezinárodní obchodní komora
Mezinárodní obchodní komora (angl. International Chamber of Commerce, fr. Chambre de commerce internationale) je mezinárodní nevládní organizace se sídlem v Paříži. Další kanceláře má u Světové obchodní organizace v Ženevě a OSN v New Yorku. Jejím úkolem je podporovat a propagovat mezinárodní obchod. Jako jedna z nejdůležitějších institucí v oblasti světové ekonomiky má status pozorovatele v téměř všech příslušných mezinárodních organizacích. Komora byla založena v roce 1919 a má přes 7 000 členů.

## Historie
Před první světovou válkou neexistovala žádná obdobná organizace. Nicméně se organizovaly mezinárodní kongresy národních obchodních komor. Konaly se v Lutychu (1905), Miláně (1906), Praze (1908), Londýně (1910), Bostonu (1912) a v Paříži (1914).
Mezinárodní obchodní komora byla založena v roce 1919 v Atlantic City (New Jersey) s cílem prosazovat větší otevření národních trhů pro zahraniční obchod a investice. Zakládajícími členy byly Belgie, Francie, Spojené království, Itálie a Spojené státy americké. Jako hlavní sídlo byla zvolena Paříž, kde v roce 1923 komora založila Mezinárodní rozhodčí soud. Po vypuknutí druhé světové války bylo sídlo dočasně přeneseno do neutrálního Švédska.
V roce 1936 vydala komora soubor mezinárodních pravidel pro zahraniční obchod Incoterms.
Na počátku 80. let založila komora v boji proti trestné činnosti tři kanceláře se sídlem v Londýně. Mezinárodní námořní úřad (International Maritime Bureau) sleduje pirátství a řeší relevantní aspekty trestné činnosti na moři. Proti praní špinavých peněz a finančním podvodům byl ustanoven Finanční vyšetřovací úřad (Financial Investigation Bureau). Padělatelský zpravodajský úřad (Counterfeiting Intelligence Bureau) se zabývá případy padělání.